# Susanne Peters
Susanne Peters es una deportista alemana que compitió en vela en la clase 470. Ganó una medalla de bronce en el Campeonato Mundial de 470 de 1991.

## Palmarés internacional
| \| Campeonato Mundial \| Campeonato Mundial \| Campeonato Mundial \| Campeonato Mundial \| \| Año \| Lugar \| Medalla \| Clase \| \| ------------------ \| -------------------- \| ------------------ \| ------------------ \| \| 1991 \| Brisbane (Australia) \| Medalla de bronce \| 470 \| |                      |                   |       |
| Campeonato Mundial |                      |                   |       |
| Año | Lugar                | Medalla           | Clase |
| 1991 | Brisbane (Australia) | Medalla de bronce | 470   |